# Базанова, Ольга Николаевна
Ольга Николаевна Базанова (7 ноября 1907, Полтава, Российская империя — 20 октября 1993, Москва, Россия) — советская актриса театра и кино. Наиболее известна по роли Мэри Грант в фильме «Дети капитана Гранта» (1936).

## Биография
Родилась 7 ноября 1907 года в Полтаве, в семье военных, отец воевал на фронте с Японией в 1904—1905 годах, где погиб. Дедушка по линии отца был также военным, участвовал в Крымской войне, в 1853—1856 годах. Мать занималась домашним хозяйством, воспитывала двух дочерей, саму Ольгу и Киру.
Училась в 42-й школе Краснопресненского района Москвы, которую окончила в 1925 году, после чего поступила на актёрское отделение Государственного техникума кинематографии, который окончила в 1930 году.
Скончалась 20 октября 1993 года в Москве. Похоронена на Кузьминском кладбище.

## Фильмография
- 1927 — Девушка с коробкой — эпизод
- 1927 — Поцелуй Мэри Пикфорд — эпизод
- 1927 — Чужая — эпизод
- 1929 — Два-Бульди-Два — эпизод
- 1930 — Завтра ночью — дочь хозяйки конспиративной квартиры
- 1930 — Мировое имя — эпизод
- 1931 — Две матери — Юлия
- 1933 — Дезертир — эпизод
- 1933 — Рваные башмаки — эпизод
- 1936 — Дети капитана Гранта — Мэри Грант

## Критика
- Киновед Алексей Тремасов рассказал о том, что Базанова хорошо выглядела, была ухожена, но природная скромность не позволяла ей вновь заявить о себе. Полностью отдала себя работам о семье, а последние годы жизни актриса занимала свой досуг чтением и посещением театров[1].